# Помье-де-Борепер
Поммьё-де-Борепер (фр. Pommier-de-Beaurepaire) — коммуна во Франции, находится в регионе Рона — Альпы. Департамент коммуны — Изер. Входит в состав кантона Борепер. Округ коммуны — Вьенн.
Код INSEE коммуны — 38311. Население коммуны на 1999 год составляло 583 человека. Населённый пункт находится на высоте от 274  до 507  метров над уровнем моря. Муниципалитет расположен на расстоянии около 440 км юго-восточнее Парижа, 50 км юго-восточнее Лиона, 55 км северо-западнее Гренобля. Мэр коммуны — M. Michel Baule, мандат действует на протяжении 2001—2008 гг.
Динамика населения (INSEE):